# Crypturellus undulatus
Il tinamo ondulato (Crypturellus undulatus (Temminck, 1815)) è un uccello  della famiglia dei Tinamidi diffuso in Amazzonia.

## Descrizione
Lunghezza: 28–32 cm.

Peso: 462-569 g (maschio), 621 g (femmina).

## Sistematica
Sono state descritte 6 sottospecie: 
- Crypturellus undulatus adspersus (Temminck, 1815) - diffusa in Brasile centrale
- Crypturellus undulatus manapiare Phelps & Phelps Jr, 1952 - diffusa in Venezuela
- Crypturellus undulatus simplex (Salvadori, 1895) - diffusa in Guyana e Brasile settentrionale
- Crypturellus undulatus undulatus (Temminck, 1815) - diffusa dal Perù meridionale all'Argentina settentrionale
- Crypturellus undulatus vermiculatus (Temminck, 1825) - diffusa in Brasile orientale
- Crypturellus undulatus yapura (von Spix, 1825) - diffusa in Amazzonia occidentale